# Daniel V. Speckhard
Daniel Vern Speckhard, född 5 oktober 1959 i Clintonville i Wisconsin, är en amerikansk diplomat. Som ambassadör tjänstgjorde han i Belarus och Grekland.
Speckhard tjänstgjorde som USA:s ambassadör i Minsk 1997–2000 och i Aten 2007–2010.
Utvecklingsorganisationen Corus International grundades 2020 med Speckhard som verkställande direktör.